# ميخائيل هنيج
ميخائيل هنيج (بالإنجليزية: Michael Henig)‏ هو لاعب كرة قدم أمريكية أمريكي، ولد في 7 ديسمبر 1985 في مونتغومري في الولايات المتحدة.